# 近畿大学SF研究会
近畿大学SF研究会（きんきだいがくエスエフけんきゅうかい）はかつて近畿大学に存在した大学未公認サークル。

## 概要
1989年に15周年記念会報が出版されていることから、これが事実であれば1975年に誕生したと思われる。
活動において大学との関わりはないが関西大学SF研究会連絡会においてその活動の痕跡はみられる。
また、SFコンベンションである日本SF大会、DAICONIII,DAICONIV,DAICON6の開催に携わり愛國戦隊大日本などの製作に大きな影響を与えた。
アイ・カミカゼのスーツアクターにしてハラキリの役を行ったのは毛利文彦である.

## 出身者
- 武田康廣(アニメーションプロデューサー) ゼネラルプロダクツ、GAINAX
- 富一成(ゲームプランナー、デザイナー、プログラマー)
- 川崎康宏(ライトノベル作家)

## 製作協力、出演または製作映像作品
- DAICONIII オープニングアニメーション
- DAICONIV オープニングアニメーション
- 快傑のーてんきシリーズ
- 愛國戦隊大日本
- 帰ってきたウルトラマン マットアロー1号発進命令
- 早撃ちケンの冒険
- 八岐之大蛇の逆襲
- 宇宙教授ジェイムスン（未完）

## 主催、共催または協力イベント
- 日本SF大会
- びすケット（びすケット実行委員会）
- えとケット（企画グループ「十二支団」）